# Pierre-Gabriel Béguin
Pierre Gabriel Béguin est un homme politique français né le 13 juillet 1762 à Saint-Amand-Montrond (Cher) et mort le 9 février 1818 au même lieu.

## Biographie
Avocat à Saint-Amand-Montrond, il est député du Cher de 1807 à 1814. Il est ensuite président du tribunal civil de Saint-Amand-Montrond jusqu'à son décès.

## Sources
- « Pierre-Gabriel Béguin », dans Adolphe Robert et Gaston Cougny, Dictionnaire des parlementaires français, Edgar Bourloton, 1889-1891 [détail de l’édition]